# Льєрна
Льєрна (італ. Lierna) — муніципалітет в Італії, у регіоні Ломбардія,  провінція Лекко. 
Льєрна розташована на відстані близько 520 км на північний захід від Рима, 60 км на північ від Мілана, 16 км на північний захід від Лекко. 
Льєрна, історично вважається найрозкішнішим селищем на всьому озері Комо, завдяки своїй красі його також називають "діамантом озера Комо". Разом з Менаджіо, Тремеццо, Варенна та Белладжіо.
Населення — 2176 осіб (2014).

## Демографія
Населення за роками:

Станом на 1 січня 2023 року в муніципалітеті офіційно проживали 124 іноземці з 33 країн, серед них 27 громадян країн Євросоюзу та 4 громадяни України.

## Сусідні муніципалітети
- Езіно-Ларіо
- Манделло-дель-Ларіо
- Олівето-Ларіо
- Варенна

## Відомі особистості
- Клуні Джордж[5]
- Віктор Еммануїл Савойський[6]
- Гай Юлій Цезар, Історія Риму
- Пліній Старший[7][8], Стародавній Рим
- Джорджо де Кіріко

## Фільми зняті в Льєрна
- Казино «Рояль», Джеймс Бонд, 2006
- Дванадцять друзів Оушена[9], 2004, Джордж Клуні
- Зоряні війни, епізод II, 2000, Гаррісон Форд
- Come due coccodrilli (як два крокодили), Золотий глобус 1996
- Місяць біля озера, 1995, Ума Турман
- Боббі Дірфілд, 1977, Аль Пачино
- Una vita difficile, 1961, з Діно Різі, Альберто Сорді
- Рокко та його брати, 1960, з Лукіно Вісконті
- Malombra , 1942
- Сад насолод (англ. The Pleasure Garden), 1925, Альфред Гічкок